# La Alameda de Gardón
La Alameda de Gardón település Spanyolországban, Salamanca tartományban. La Alameda de Gardón Aldea del Obispo, Villar de Argañán, Gallegos de Argañán, Fuentes de Oñoro és Almeida községekkel határos. Lakosainak száma 74 fő (2024).

## Népesség
A település népessége az elmúlt években az alábbi módon változott:
| Lakosok száma | 158  | 138  | 109  | 106  | 104  | 92   | 79   | 70   | 70   | 74   |
|               | 2001 | 2004 | 2007 | 2009 | 2012 | 2014 | 2017 | 2019 | 2022 | 2024 |